# Кампофилоне
Кампофилоне (итал. Campofilone) —  коммуна в Италии, располагается в области Марке, в провинции Фермо.
Население коммуны составляет 1896 человек (2008 г.), плотность населения составляет 154 чел./км². Занимает площадь 12 км². Почтовый индекс — 63016. Телефонный код — 0734.
Покровителем коммуны почитается святой апостол Варфоломей, празднование 24 августа.

## Демография
Динамика населения:

## Администрация коммуны
- Официальный сайт: https://web.archive.org/web/20100409055759/http://www.provincia.ap.it/Campofilone/